# Maison de Sassenage
La famille de Sassenage est une ancienne famille de la noblesse française, originaire du Dauphiné. Deux maisons se succèdent avant de s'allier aux Bérenger de Royans, puis aux Bérenger du Gua, donnant naissance à la branche des Bérenger-Sassenage. Elle a été admise aux Honneurs de la Cour en 1732, 1737 et 1746.

## Histoire

### Origines
Famille parmi des plus illustres du Dauphiné de Viennois, c'est une des quatre baronnies d'état de cette province. La Maison de Sassenage tire son nom de la terre de Sassenage dans le bailliage du Grésivaudan.  
Selon certains auteurs, elle pourrait être issue des Lusignan-Poitiers (ces deux familles portent d'ailleurs les mêmes armes) ; selon d'autres, des comtes de Lyon et de Forez et  donc de la fée Mélusine. Ces hypothèses sont antérieures au Regeste Dauphinois et n'ont pas de base étayée par des documents probants.  
Selon la seconde hypothèse, le premier de cette maison est Hector descendant de Girard, des comtes Forez, qui aurait aidé Isarn (949-v.990), évêque de Grenoble, à chasser les Maures de son diocèse. En récompense de ses services, Girard aurait reçu la terre de Sassenage et de Royans. Son petit-fils, Artaud III, eu 2 enfants dont Hector qui hérita de la terre de Sassenage et fut à l'origine de la première Maison de Sassenage. Le second, Ismidon, eut la terre de Royans et fut à l'origine de la Maison princière du Royans, reprise par alliance par Béranger, qui plus tard reprit les nom et armes de la première Maison. 

### Première Maison de Sassenage
La famille de Sassenage est indépendante jusqu'en 1247, jusqu'à ce que Didier de Sassenage reconnaît tenir en fief du Dauphin Humbert Ier, les terres de Sassenage,.

### Seconde Maison de Sassenage
La première Maison de Sassenage s'éteint vers 1350 en la personne de Béatrice de Sassenage. Par son mariage avec Aimard (ou Aimon) de Bérenger, seigneur de Pont-en-Royans, qui est tenu d'adopter le patronyme de l'épouse, apparait la seconde Maison de Sassenage. Dans son testament, le père de Béatrice a stipulé que si son fils venait à mourir sans postérité, ce serait aux descendants de sa fille de relever les noms et armes de sa famille. C'est ainsi que la première Maison s’éteignit dans la seconde.

### Famille Bérenger-Sassenage
Au XVIIIe siècle, cette tige s'allie à un rejeton d'une autre branche de la famille de Bérenger, ce qui donne la famille Bérenger-Sassenage. Pierrette Elisa de Bérenger, leur lointaine descendante au XXe siècle et dernière représentante des Bérenger-Sassenage, lègue le château de Sassenage à la fondation qu'elle avait créée, la Fondation Bérenger-Sassenage.

## Armes
| Blason | Blasonnement : Sassenage : Burelé d'argent et d'azur, au lion de gueules, armé, lampassé et couronné d'or, brochant sur le tout. Commentaires : Cimier : primitivement un lion naissant, puis un griffon puis une mélusine. Cri : Sassenage. Devise : J'en ay la garde du Pont. |

| Blason | Blasonnement : Bérenger-Sassenage : Gironné d'or et de gueules (de huit pièces), Commentaires : Cimier : un lion issé au nat. |

## Titres
- Comte du Gua
- Comte de Charmes
- Marquis de Pont-en-Royans (1617)
- Pair de France (1819)

## Possessions
- Château de Sassenage
- Château de Claix
- Château de Tallard
- Château de Monteynard
- Château de La Bâtie en Royans
- Château de Charmes

## Personnalités
- Raymond de Bérenger (?-1374) 30e Grands maîtres de l'ordre de Saint-Jean de Jérusalem ;
- Henri II le Roux, baron de Sassenage (v. 1381-1424), gouverneur du Dauphiné (1416-1420) ;
- Marguerite de Sassenage (avant 1424-1471), maîtresse de Louis XI ;
- Marie de Valois (1450-1470), fille de la précédente ;
- Jacques de Sassenage, chambellan et premier écuyer de Louis XI ;
- Laurent de Sassenage (?-1574) gouverneur de Grenoble ;
- Antoine de Sassenage (v.1505-1589), Lieutenant-général du roi en Dauphiné, gouverneur de Vienne (1567), de Valence (1576) ;
- Pierre de Béranger (1691-1751), comte du Gua et de Charmes, chevalier de l'Ordre du Saint-Esprit (1746) ;
- Charles-François, marquis de Sassenage, chevalier d'honneur de madame la Dauphine, chevalier de l'Ordre du Saint-Esprit (25 mai 1749) ;
- Raymond de Bérenger, (1811-1875) marquis de Sassenage, homme politique.

Religieux
- Ismidon de Sassenage, saint, évêque de Die (1097-1115) ;
- Othmar de Sassenage, évêque de Grenoble (1150-1151) ;
- Jean de Sassenage, évêque de Grenoble (1164-1220) ;
- Guillaume de Sassenage, évêque de Grenoble (1266-1281), sous le nom Guillaume II ;
- Antoinette de Sassenage, abbesse de Notre-Dame de Soyons ;
- Louise de Sassenage (1633-1661), abbesse de Notre-Dame de Soyons
- Marie-Marguerite de Sassenage (1661-1703), abbesse de Notre-Dame de Soyons ;
- Paule-Catherine de Sassenage (1703-1736), abbesse de Notre-Dame de Soyons ;
- Anne Gabrielle de Sassenage, dernière abbesse de Notre-Dame de Soyons ;